# Formation de Kaili
Pour les articles homonymes, voir Kaili.
La Formation de Kaili, qui s'étend du Cambrien inférieur au Cambrien moyen, contient un Konservat-lagerstätte daté du début du Cambrien moyen. Ce Lagerstätte contient de nombreux fossiles bien préservés connus collectivement sous le nom de Faune de Kaili. Le nom de cette faune et du Lagerstätte provient de la ville de Kaili, située dans la province de Guizhou, dans le sud-ouest de la Chine. La Formation de Kaili est épaisse de plus de 200 mètres et ses limites ont été datées du Cambrien inférieur au début du Cambrien moyen (513 à 501 millions d'années). Cette datation place cette formation entre les deux plus fameux lagerstätten du Cambrien : le schiste de Burgess et le schiste de Maotianshan, ce dernier contenant la faune dite de Chengjiang).

## Fossiles
L'assemblage fossile est très diversifié, il comprend environ 110 genres répartis dans 11 embranchements ; parmi eux, 40 genres environ sont communs avec la faune du Schiste de Burgess, et 30 se retrouvent également dans la faune de Chengjiang (Schiste de Maotianshan). Les fossiles de trilobites et de éocrinoides sont les plus communs, car leurs parties dures se fossilisent facilement. Mais cette faune contient également les fossiles de nombreux animaux dépourvus de tissus minéralisés (animaux dits à corps mous). Par exemple, un arthropode ressemblant à Parvancorina de la faune de l'Édiacarien de l'ère néoprotérozoïque a été trouvé dans la faune de Kaili. Quelques fossiles notables découverts dans la formation de Kaili : des fossiles de ce que l'on pense être des œufs et des embryons d'invertébrés, et des ichnofossiles du genre Gordia, des naraoiidés, chancelloridés, Microdictyon, Wiwaxia et Marrella.

## Conditions de dépôt
L'environnement de dépôt de la Formation de Kaili n'est pas entièrement connu. Il y a deux hypothèses concernant la formation de ce lagerstätte : le dépôt peut s'être formé près du rivage, dans une mer « normalement » oxygénée ou peut-être était-ce un environnement d'eau plus profonde, plus loin du rivage, au niveau du plateau continental. Dans ce dernier cas, l'oxygène devait manquer sous les couches de sédiments qui se déposaient. Les assemblages de traces fossiles suggèrent que le milieu de dépôt était plutôt bien oxygéné et situé plus bas que la zone battue par les vagues.